# اسکات کولک
اسکات کولک (انگلیسی: Scott Kolk؛ ‏ ۱۶ مهٔ ۱۹۰۵ – ۱ دسامبر ۱۹۹۳) بازیگر اهل ایالات متحده آمریکا بود.
از فیلم‌هایی که وی در آن نقش داشته‌است، می‌توان به در جبهه غرب خبری نیست، دینامیت، حقیقت تلخ، برای اثبات بی‌گناهی و ماریان اشاره کرد.